# Paul Siphiwo Vanqa

Wappen von Paul Siphiwo Vanqa

Paul Siphiwo Vanqa SAC (* 15. Juni 1955 in Xonxa, Südafrikanische Union) ist ein südafrikanischer Ordensgeistlicher und römisch-katholischer Bischof von Queenstown.

## Leben
Paul Siphiwo Vanqa trat 1979 der Ordensgemeinschaft der Pallottiner bei und absolvierte in Deutschland das Noviziat. Am 11. Oktober 1982 legte Vanqa die erste Profess ab. Anschließend studierte er Philosophie und Katholische Theologie am St. Joseph’s Theological Institute in Cedara, das der Päpstlichen Universität Urbaniana in Rom angegliedert ist. Nachdem Vanqa am 6. Oktober 1985 die ewige Profess abgelegt hatte, empfing er am 5. Juli 1986 das Sakrament der Priesterweihe.
Von 1986 bis 1988 war Paul Siphiwo Vanqa als Pfarrvikar der Pfarrei Holy Family in Dutywa tätig, bevor er Pfarrer der Pfarrei St. Thomas More in Tsomo wurde. Vanqa war von 1993 bis 1995 Pfarrer der Pfarrei Our Lady Queen of Apostles. Anschließend wirkte er als Ausbilder am St. Vincent Pallotti House in Merrivale und als Pfarrer in Imbali im Erzbistum Durban. Daneben war er von 1996 bis 2002 Provinzialrat der südafrikanischen Ordensprovinz der Pallottiner. 2011 wurde Vanqa Pfarrer der Pfarreien St. Mary und St. Joseph in Stutterheim. Seit 2015 war er Pfarradministrator der Kathedrale Christ the King in Queenstown. Daneben war er von 2011 bis 2019 Generalvikar und seit 2019 Diözesanadministrator des Bistums Queenstown.
Am 3. März 2021 ernannte ihn Papst Franziskus zum Bischof von Queenstown. Der Erzbischof von Kapstadt, Stephen Brislin, spendete ihm am 29. Mai desselben Jahres auf dem regionalen Sportplatz in Queenstown die Bischofsweihe; Mitkonsekratoren waren der Erzbischof von Pretoria, Dabula Anthony Mpako, und der Erzbischof von Bloemfontein, Zolile Peter Mpambani SCJ.